# Andusia alternella
Andusia alternella är en fjärilsart som beskrevs av Walker 1866. Andusia alternella ingår i släktet Andusia och familjen Lecithoceridae. Inga underarter finns listade i Catalogue of Life.